# Большое похмелье
«Большое похмелье» (англ. The Big Hangover) — комедийный фильм 1950 года, выпущенный компанией MGM, с Ван Джонсоном и Элизабет Тейлор в главных ролях. Автор сценария Норман Красна. Альтернативное название — «Пей только для меня» (англ. Drink to me only).
«Большое похмелье» — один из первых фильмов, наряду с «Заговорщиком», где Элизабет Тейлор сыграла взрослую женщину. Несмотря на большие надежды, фильм не был принят критиками и слабо окупил себя в прокате, поэтому фильм остаётся малоизвестным.

## Актёрский состав
- Ван Джонсон — Дэвид Мэлдон
- Элизабет Тейлор — Мэри Белни
- Персей Варам — Джон Белни
- Фэй Холден — Марта Белни
- Леон Эймс — Карл Беллкап
- Эдгар Бьюкенен — дядя Фред Махоуни
- Селена Ройл — Кейт Махоуни
- Джин Локхарт — Чарльз Паркфорд
- Розмари Декамп — Клэр Беллкап
- Филип Ан — доктор Ли
- Гордон Ричардс — Уильямс
- Мэтт Мур — мистер Румли
- Пьерр Уоткин — Сэмюэль С. Лэнг
- Расселл Хикс — Стив Хьюджес
- Лестер Дорр — официант на Ужине выпускников (в титрах не указан)

## Сюжет
Фильм начинается с вечеринки-сюрприза в офисе в честь дня рождения Джона Белни — одного из глав юридической фирмы «Белни, Паркфорд, Эванс и Хьюджес» (англ. Belney, Parkford, Evans и Hughes). На дне рождения присутствует всё управление фирмы, дочь именинника Мэри и стажёр-практикант Дэвид Мэлдон. Дэвид заканчивает юридическую школу и является первым почётным студентом, его учёбу отплачивает государство за заслуги на Второй мировой войне. Всех угощают пуншем, однако Дэвид странно реагирует на выпивку: от одного глотка он начинает беседовать с торшером. Его поведение замечает Мэри, «психоаналитик-любитель». Она уводит его из комнаты и пытается привести Дэвида в себя. Когда он немного трезвеет, то начинает извиняться и рассказывает свою историю.
Оказывается, когда во время войны его ранили, его и других однополчан направили в монастырь во французских Альпах. Он находился в подвале с бочками бренди и туда попал снаряд, поэтому Дэвиду пришлось очень долгое время простоять на цыпочках, иначе он утонул бы в бренди. После этого у него образовалась «непереносимость алкоголя» — от малейшей капли спиртного Дэвид пьянеет и не контролирует себя. Мэри спасает его от дальнейшего унижения, отправив домой на служебном автомобиле (Дэвид указывает следующий адрес дома: «620 к северу от центра»).
В надежде исцелить себя от чувствительности к алкоголю, Дэвид решает принимать по чайной ложке бренди перед сном, того самым бренди из монастыря, в котором чуть не утонул. Его дядя — любитель выпить, хочет составить ему компанию — ведь это столетний бренди из французского монастыря. После первой ложки Дэвиду чудится, что его собака Майкл разговаривает с ним.
На следующий день Мэри предлагает помочь Дэвиду преодолеть его проблему. Она привозит его к себе домой и во время «терапии» предлагает ему бокал бренди и наблюдает за ним, при этом Дэвид говорит, что чувствует себя как тот парень из «Потерянного уикэнда». Дэвид читает свою выпускную речь, в которой рассказывает, почему пошёл на юридический и как потерял друга на войне. Мэри пытается обольстить Дэвида, но у неё не получается, так как он застенчивый и не понимает её намёков, хотя она ему тоже не безразлична.
На следующий день, на работе, Дэвид присутствует при разговоре городского прокурора Карла Беллпака, который угрожает подать в суд на Джона Белни, если он не решит проблему китайской семьи доктора Ли, живущего в роскошным доме в центре города (они хотят выселить доктора и его беременную жену и продать квартиру не «цветным» жителям). Карл также предупреждает Джона, что если жена врача потеряет своего ребёнка, он будет обвинять юридическую фирму в причинении ей травмы и они понесут ответственность.
Дэвид, Мэри и чета Беллпаков обедают в университетской столовой и встречают доктора Ли. Жена Ли потеряла ребёнка во время родов и Дэвид без согласия своей фирмы идёт в квартиру к Ли на разговор с управляющей компанией. Он настаивает на том, чтобы Ли был возвращён в свою квартиру. Потом он приходит на работу и рассказывает всё совету управляющих. Чарльз Паркфорд, партнёр юридической фирмы и ответственный за выселение китайской пары, решает разыграть новичка, однако тот догадывается и сам его разыгрывает, чем вызывает большое раздражение и неприязнь у Паркфорда.
На ужине выпускников Чарльз Паркфорд, узнаёт, что у Дэвида «аллергия на алкоголь» и решает разыграть/отомстить ему, тайно вливая немного вина в его суп. Дэвид моментально пьянеет и начинает подпевать оркестру на весь зал. Мэри уводит его в раздевалку, пытаясь привести в чувства. Там Дэвид целует её. После Мэри следит за тем, что бы Дэвиду нигде не досталось алкоголя. К ним за стол присаживаются Беллпаки и Дэвид обнаруживает, что юридическая фирма законным путём решила выселить семью Ли и поселить туда других людей.
Тем временем, Паркфорд не оставляет надежды дать Дэвиду алкоголь: он даёт ему клюквенный соус с ромом, но Мэри обнаруживает это быстрее. На десерт подают блинчики «крепт сюзетт», готовящиеся с бренди. Дэвид съедает их, но вопреки ожиданиям не пьянеет, а высказывает Беллпаку, что готовят для него адвокаты. Беллпак признаёт, что он искал прибыли в фирме, но не может справиться в борьбе с богатыми и могущественными юридическими фирмами, потому что существует мало талантливых юристов, готовых работать на государственной службе за маленькую зарплату. Дэвид извиняется перед ним и уходит с вечера. Мэри провожает его домой, они снова экспериментируют с алкоголем. Дэвид говорит, что не сможет работать на таких как Джон Белни, а Мэри говорит, что восхищается им, но он слишком добропорядочный для неё и уходит.
Перед выступлением на вручении дипломов, Дэвид записывается в анкете на муниципальную работу в городской суд. На церемонии присутствуют Беллпак, Мэри и Джон Белни. Мэри спрашивает у отца сможет ли он ужиться с таким зятем? Тот соглашается.

## Цитаты
- Когда Дэвид приезжает домой на служебной машине, дядя Фред встречает его со словами: «Как поживаете, мистер Рокфеллер?».
- Во время разговора с собакой Дэвид говорит: «Как только пытаешься отстаивать свою точку зрения в наши дни, тебя называют фашистом».
- В том же разговоре, пёс Майкл «говорит», цитируя Шекспира: «Спать? О да, сон, распускающий клубок заботы».
- Джон Белни, при непонятном для него разговоре жены и дочери, спрашивает: «Женщины рождаются такими или тайком встречаются ночью и учат друг друга таким вещам?»

## Неточности съёмок
Когда Мэри приезжает к Дэвиду, крупным планом показано, как он выходит и закрывает за собой дверь, однако когда он бежит по лестнице — дверь открыта.

## Сборы
По данным MGM, сборы за фильм составили $ 1,320,000 в США и Канаде и $ 306,000 за рубежом, таким образом прибыль составила лишь 25 000 долларов.